# 十間川
十間川（じっけんがわ）は、島根県東部の出雲市を流れ日本海に注ぐ河川。二級水系の本流である。江戸時代の新田開発等を目的として開削された人工の河川で、地域の人々の間では神戸川 (島根県)から神西湖までを十間川、神西湖から日本海までを差海川と呼び分けている。

## 地理
水源は馬木岩樋（神戸川）であり、出雲平野の南端を周辺の水田地帯を潤しながら西流した後、神西湖に流入、差海川を経て日本海に注ぐ。

## 流域の自治体
島根県
出雲市

## 歴史
古代〜江戸時代までの変遷に関しては神西湖に詳述されている。
神戸川と分離した神西湖は無口湖となったことから大雨の度に溢れ、神戸川以西は耕作に利用されていなかった事から、1686年に神西湖治水を目的として大梶七兵衛らによって差海川の開削が行なわれた。これにより新田開発が可能となり、1689年に神戸川からの導水路として同じく大梶七兵衛らにより十間川が開削された。

## 支流
- 新宮川
- 保知石川
- 常楽寺川